# Boarmia dignampta
Boarmia dignampta là một loài bướm đêm trong họ Geometridae.